# By Whose Hand?
By Whose Hand? is een Amerikaanse misdaadfilm uit 1927 onder regie van Walter Lang. De film werd destijds in Nederland uitgebracht onder de titel De geheimzinnige schaduw.

## Verhaal
De beruchte oplichter Society Charlie is werkzaam in het New Yorkse nachtleven. Hij wordt nauwlettend in de gaten gehouden door Agent X-9. Hij kan Charlie ontmaskeren, als hij juwelen steelt tijdens een spelletje bridge. 

## Rolverdeling
| Acteur           | Personage       |
| ---------------- | --------------- |
| Ricardo Cortez   | Agent X-9       |
| Eugenia Gilbert  | Peg Hewlett     |
| Jack Baston      | Sidney          |
| Tom Dugan        | Rollins         |
| Blue Washington  | Eli             |
| Lillian Leighton | Silly McShane   |
| William Scott    | Society Charlie |
| John Steppling   | Claridge        |
| De Sacia Mooers  | Tex             |